# Чхонгечхон
Чхонгечхо́н (кор. 청계천?, 淸溪川?) — ручей в центре Сеула, преобразованный в общественное пространство для отдыха, растянувшееся на 11 километров. Открыт после широкомасштабной реконструкции в 2005 году стоимостью около 280 млн долларов. Является одной из главных достопримечательностей города, пользующейся популярностью среди местных жителей и туристов.

## География
Открытая часть ручья составляет 8,4 километра, его течение проходит по центру Сеула с запада на восток. Затем ручей Чхонгечхон впадает в небольшую реку Чуннанчхон, которая является притоком реки Ханган, в свою очередь река Ханган впадает в Жёлтое море в шестидесяти километрах от Сеула. В 1968 году ручей был полностью спрятан под землю и над ним была возведена надземная автомобильная трасса. Однако в 2005 году русло реки было вновь освобождено, а трасса демонтирована.

## История

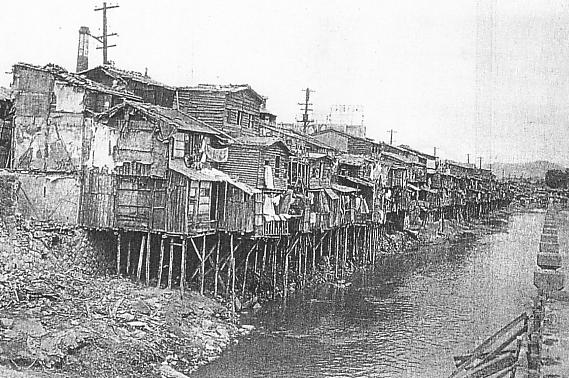
Чхонгечхон. Первая половина XX в.

Изначально ручей назывался Кэчхон (кор. 개천, «открытый поток»), и первый проект его реконструкции, включавший создание дренажной системы, был создан во времена династии Чосон. Были проведены работы по углублению дна русла и укреплению берегов потока, вместе с тем над ручьём были построены несколько мостов, работы по поддержанию ручья в надлежащем состоянии проводились раз в 2-3 года, начиная с периода правления Тхэджона, третьего правителя династии Чосон.
Название, под которым ручей известен сегодня, — Чхонгечхон (кор. 청계천, «чистая речка») — появилось в период японской колонизации Кореи. По завершении Корейской войны, продолжавшейся с 1950 по 1953 год, районы, тянувшиеся вдоль ручья, сильно пострадали и были частично разрушены. Из-за сильного экономического кризиса, протекавшего в стране, большие потоки людей стали переезжать из небольших корейских городов в Сеул в поисках заработка, окрестности ручья довольно быстро обросли временными жилыми строениями и лачугами переселенцев. В скором времени из-за сливаемых в ручей нечистот он превратился в зловонный очаг антисанитарии.
В 1960-х годах власти Сеула с целью решения экологической проблемы приняли решение о сносе лачуг и переселении населения, ручей было решено спрятать в бетонную трубу и над ним построить надземную автомагистраль. К 1970 году строительство было закончено и на месте ручья была запущенна скоростная двухъярусная автомагистраль.
К 2000-м годам стал очевиден экологический урон, наносимый центру города скоростной магистралью. В 2003 году мэр города Ли Мён Бак принял к реализации проект возвращения исторического облика ручью Чхонгечхон, этот проект был изначально оценён в 900 млн долларов и требовал значительных усилий. Было принято решение о сносе автомагистрали и полном пересмотре транспортной инфраструктуры в центральной части Сеула.
Работы были завершены в 2005 году. Сейчас ручей представляет собой вытянутый в одну линию ландшафтный парк длиной в 11 километров с обилием фонтанов и 22 мостами, во многих местах ручей можно перейти также по специально выложенным камням.
Следует отметить, что снос скоростной автострады в центре города ускорил движение по городу, что было рассмотрено как реальный пример парадокса Браеса.

## Галерея

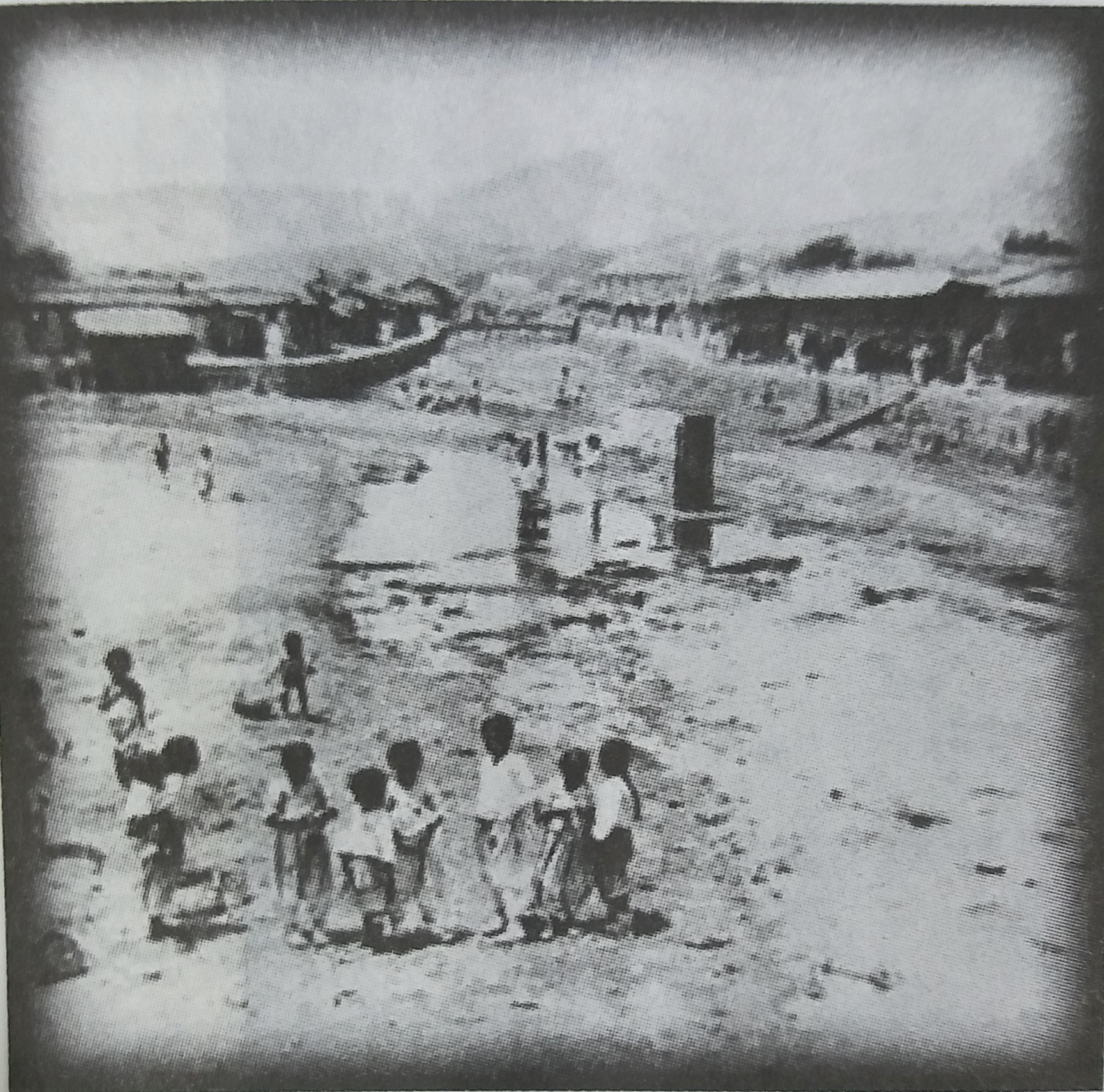
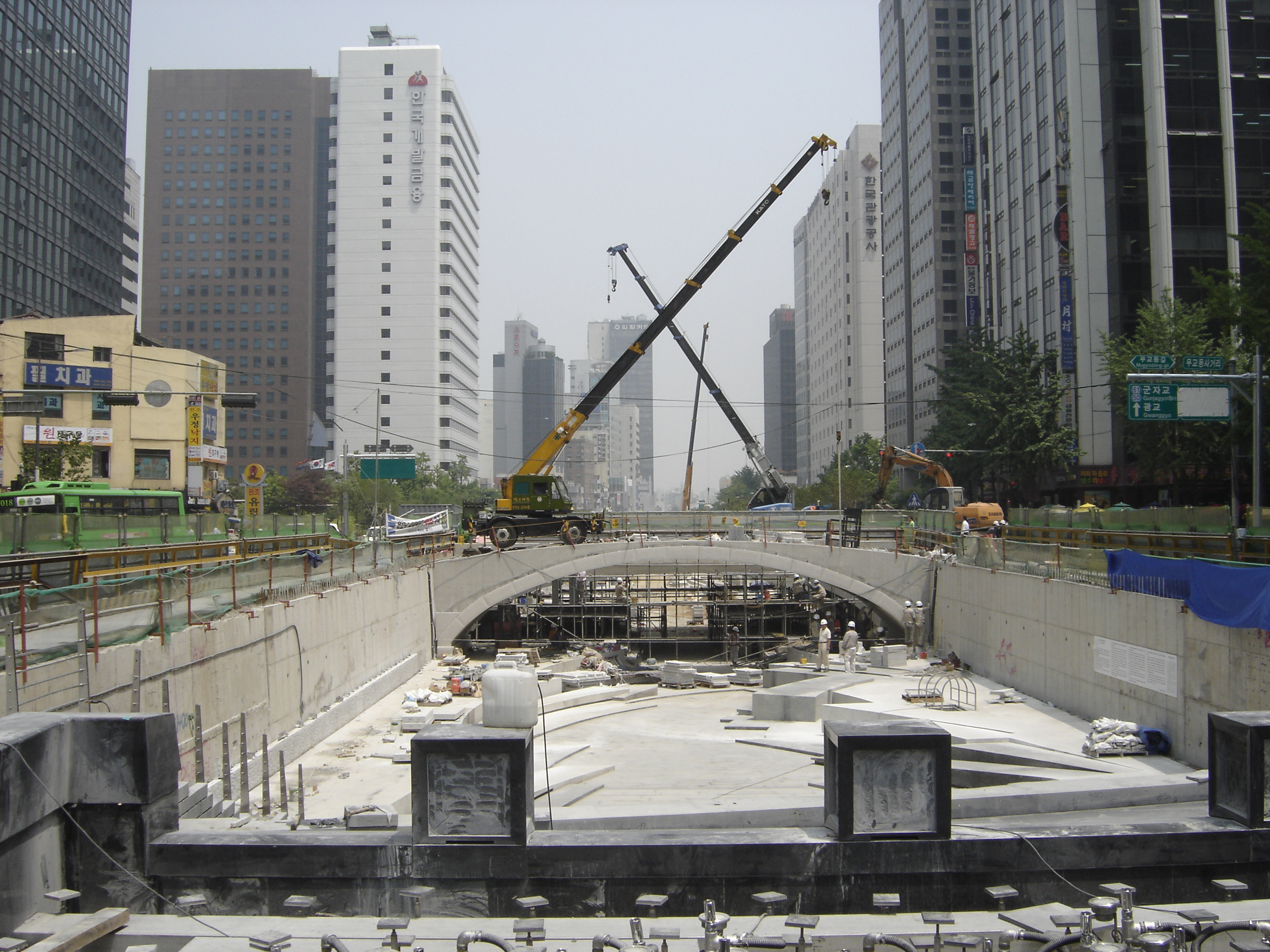
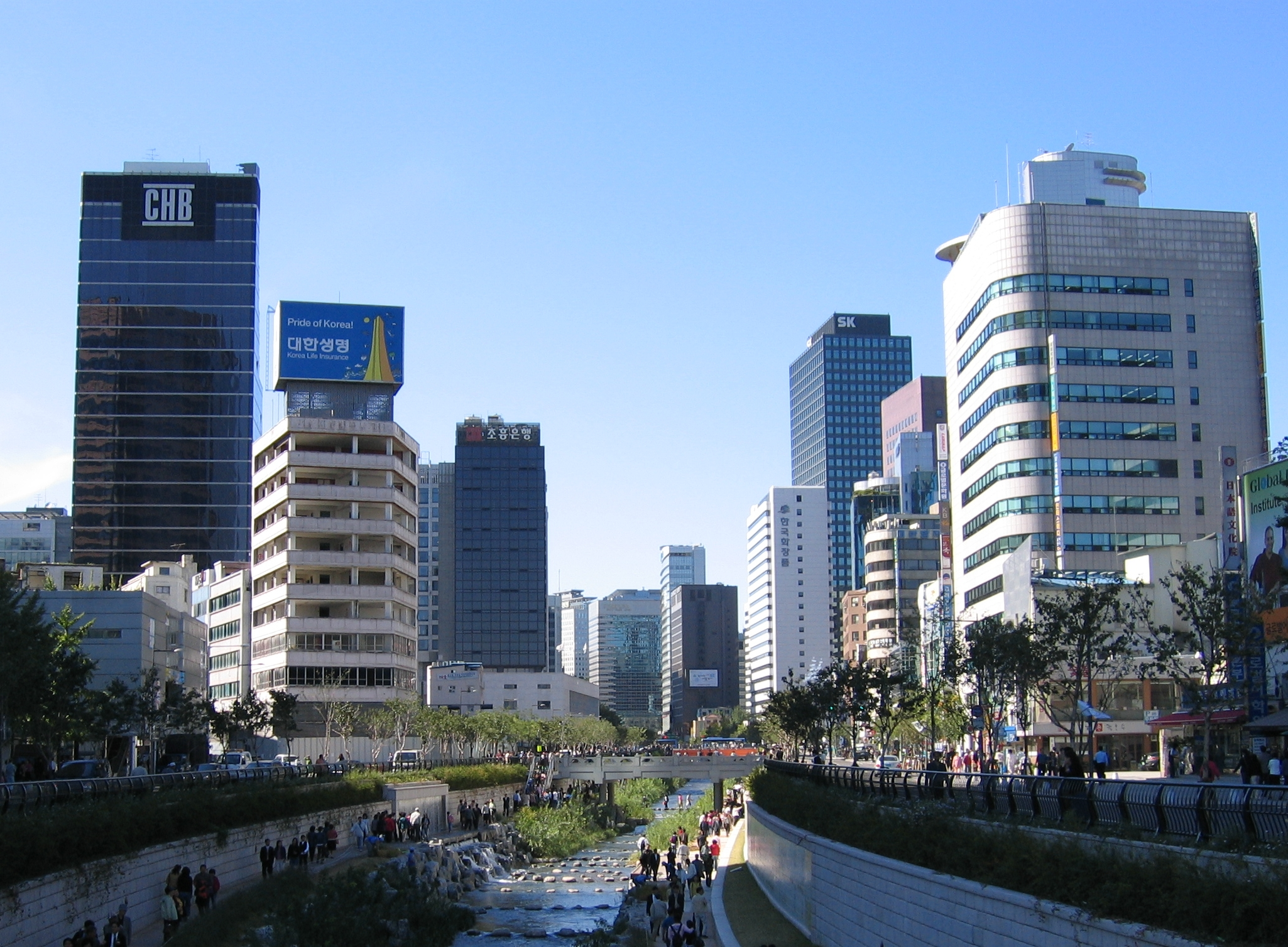
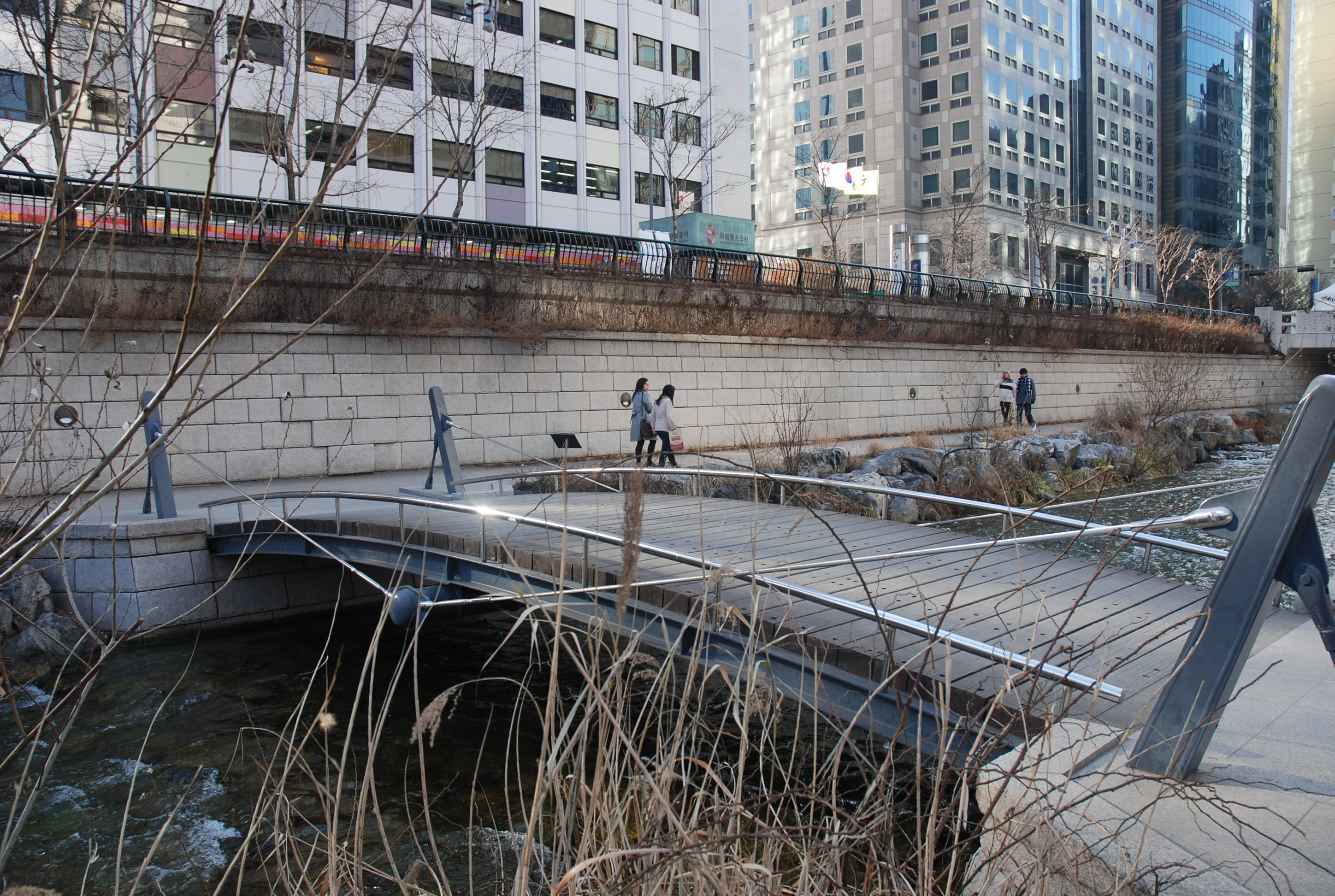
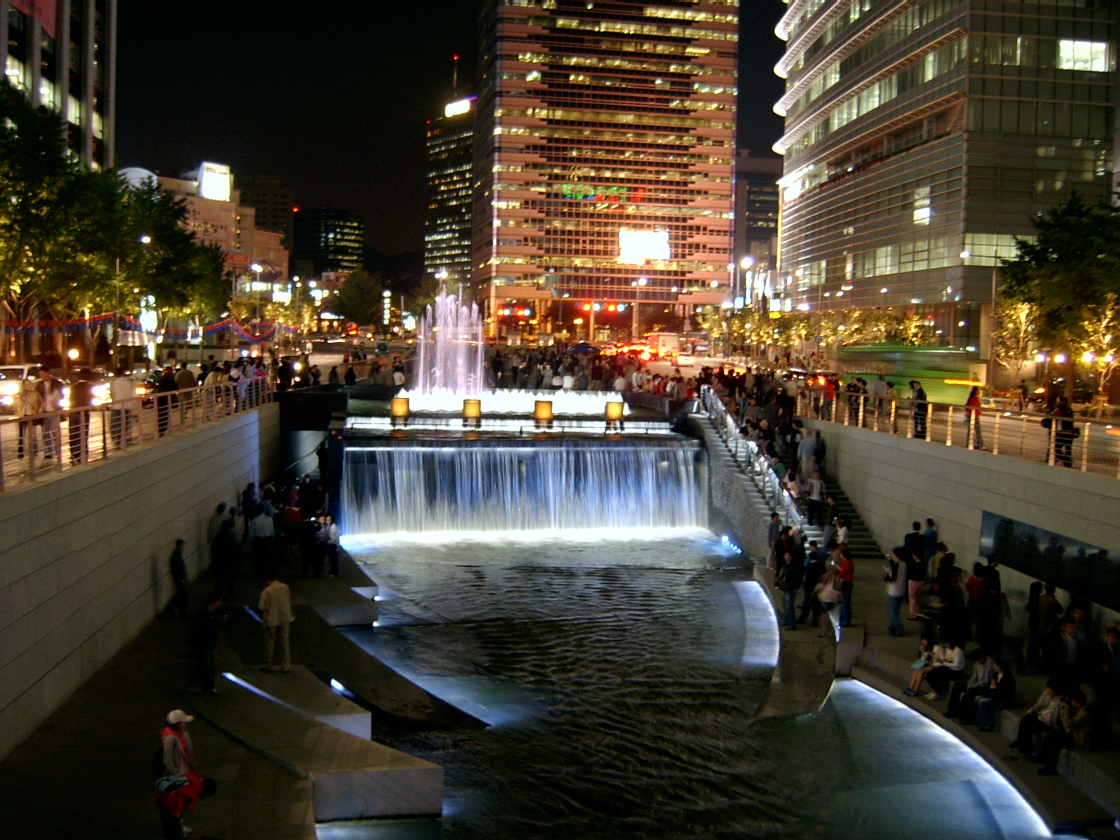
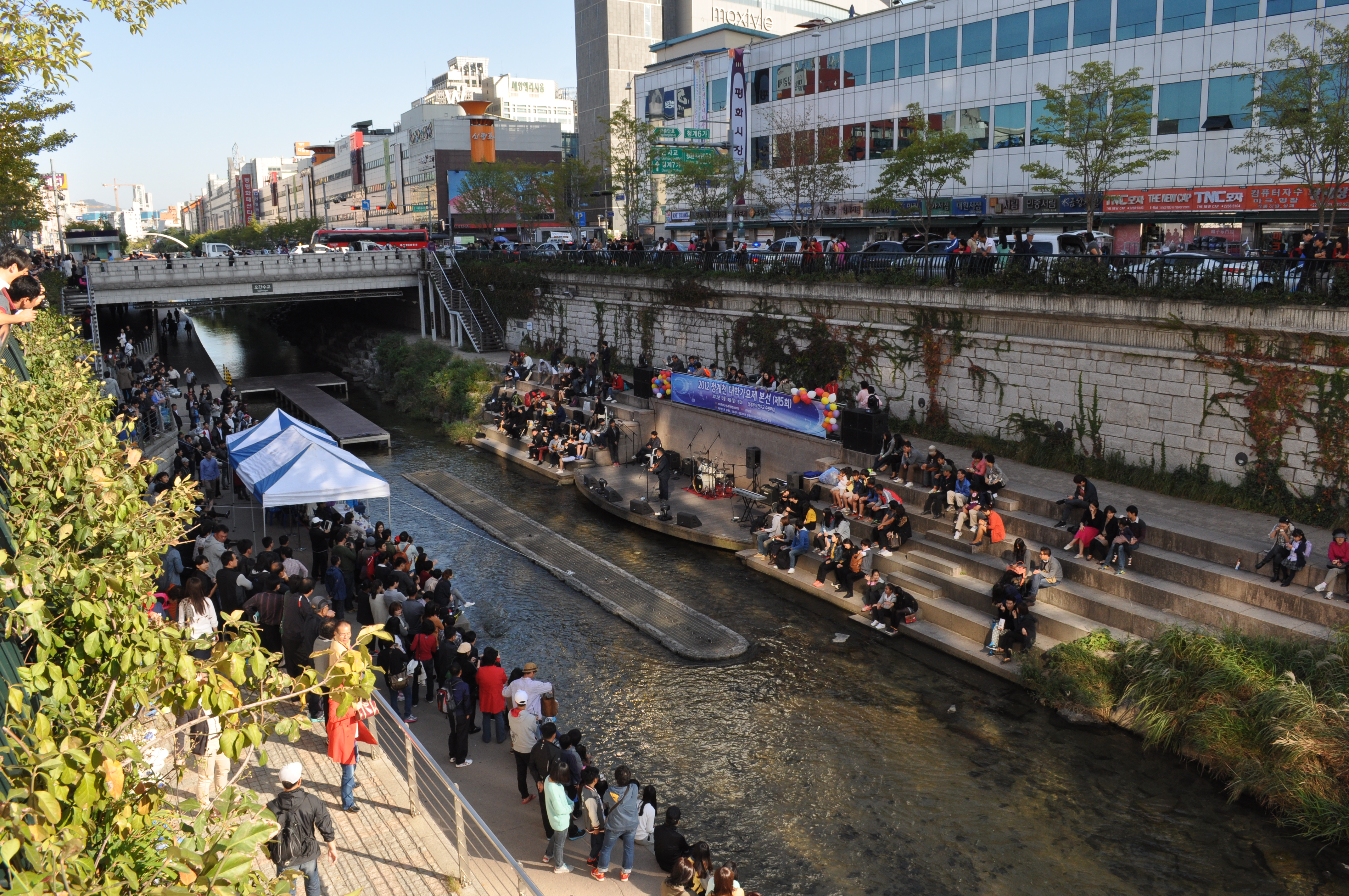
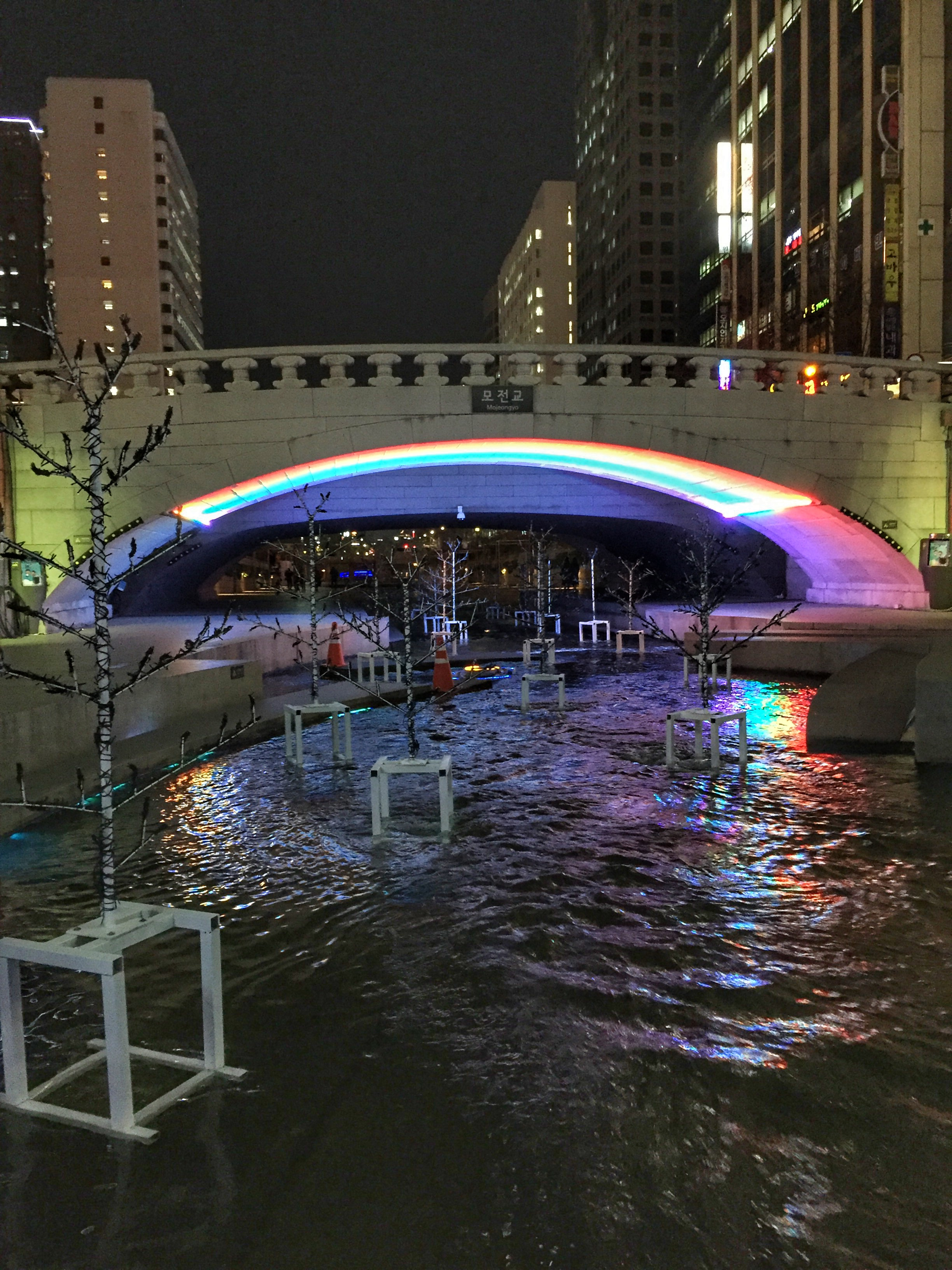